# اندیس سعید آباد
سعید آباد یک اندیس فلزی است که در حوالی شهر طاهر آباد استان خراسان قرار دارد و مادهٔ معدنی موجود در آن، سرب و روی است.  